# Mary Jane Clark
Mary Jane Elizabeth Clark, geborene Behrends (* 1954) ist eine US-amerikanische Autorin von Kriminalromanen.

## Leben
Mary Jane Clark ist die Tochter eines FBI-Agenten, der während des Kalten Krieges russische Spionage aufdeckte und später an Entführungs- und Erpressungfällen arbeitete. Sie besuchte die High School an der Immaculate Heart Academy in Bergen County, New Jersey (Abschluss 1972).
An der University of Rhode Island studierte sie Journalistik und Politikwissenschaften mit dem Ziel, später bei einem Nachrichtensender zu arbeiten. Sie begann ihre berufliche Laufbahn als Mitarbeiterin beim CBS-News-Hauptquartier in New York City, wo sie heute als Redakteurin und Produzentin tätig ist.
Im Jahr 1998 veröffentlichte sie ihren ersten Thriller. Ihre Bücher wurden in 23 Sprachen veröffentlicht. Die Autorin, die mit einem Sohn von Mary Higgins Clark verheiratet war, hat zwei erwachsene Kinder und lebt in New Jersey und Florida.

## Stil
Ihre ersten zwölf Bücher sind Medien-Thriller, die von ihrer jahrzehntelangen Erfahrung im Fernsehjournalismus beeinflusst wurden. Die Kriminalfälle spielen in der fiktiven TV-Nachrichten-Welt „KEY News“, die sie geschaffen hat.
In ihrer anderen Serie, The Wedding Cake Mysteries, lässt sie die ehemalige Schauspielerin Piper Donovan agieren, die nach Beendigung ihrer Verlobung als Hochzeitstorten-Designerin im Geschäft ihrer Eltern arbeitet. Sie wird in Mordfälle verwickelt, die Hochzeitszeremonien zu verhindern drohen.

## Werke

### Reihe KEY News
- Do You Want To Know A Secret? (1998, St. Martin’s Press) (dt. Schließe deine Augen zu, Fischer Taschenbuch Verlag)
- Do You Promise Not To Tell? (1999, St. Martin’s Press) (dt. Ich weiß nichts von dir, Econ & List TB)
- Let Me Whisper In Your Ear (2000, St. Martin’s Press) (dt. Du weisst zuviel, Ullstein Verlag)
- Close To You (2001, St. Martin’s Press) (dt. Tödliche Nähe, Ullstein Verlag)
- Nobody Knows (2002, St. Martin’s Press) (dt. Wenn die Maske fällt, Ullstein Verlag)
- Nowhere To Run (2003, St. Martin’s Press) (dt. Tod liegt in der Luft, Ullstein Verlag)
- Hide Yourself Away (2004, St. Martin’s Press) (dt. Versteck dich, wenn du kannst, Fischer Taschenbuch Verlag)
- Dancing In The Dark (2005, St. Martin’s Press) (dt. Tanz um dein Leben, Fischer Taschenbuch Verlag)
- Lights Out Tonight (2006, St. Martin’s Press) (dt. Spiel, Bis der Vorhang fällt, Fischer Taschenbuch Verlag)
- When Day Breaks (2007, HarperCollins) (dt. Am Morgen deines Todes, Fischer E-Books)
- It Only Takes A Moment, (2008, William Morrow) (dt. Der Sommer deiner Angst, Fischer E-Books)
- Dying For Mercy (2009, HarperCollins) (dt. Im Zeichen deiner Schuld, Fischer Taschenbuch Verlag)

### The Wedding Cake Mysteries - Reihe
- To Have and To Kill (2011, William Morrow)
- The Look of Love (2012, William Morrow)
- Footprints in the Sand (2013, William Morrow)